# Dangerous Night
Dangerous Night è un singolo del gruppo musicale statunitense Thirty Seconds to Mars, pubblicato il 25 gennaio 2018 come secondo estratto dal quinto album in studio America.

## Descrizione
Brano molto vicino alla musica pop, Dangerous Night è caratterizzato da un massiccio uso di sintetizzatori e percussioni elettroniche, e dalla voce melodica di Jared Leto, che ha coprodotto il brano insieme al produttore di musica elettronica Zedd.

## Promozione
I Thirty Seconds to Mars hanno eseguito la canzone dal vivo per la prima volta al The Late Show with Stephen Colbert il 25 gennaio 2018. La loro esibizione è stata filmata attraverso l'uso di telecamere robotiche avanzate che hanno permesso il susseguirsi di fotogrammi a ritmo della traccia, ed è stata accompagnata da un ballerino. Il batterista Shannon Leto non era presente allo spettacolo e la canzone è stata eseguita da Jared Leto, Tomo Miličević e Stevie Aiello. Nicholas Rice di Billboard ha elogiato la grafica dell'esibizione, definendola «una delle migliori».

## Accoglienza
Alcuni critici hanno sottolineato il notevole distacco stilistico del brano rispetto alle precedenti pubblicazioni del gruppo, in modo particolare dall'hard rock dei primi lavori, mentre Randy Holmes ha apprezzato il ritmo corale del brano e le sonorità da lui definite arena rock.

## Tracce
Testi e musiche di Jared Leto e Steve Aiello.
Download digitale, CD promozionale (Francia)
1. Dangerous Night – 3:20

Download digitale – remix
1. Dangerous Night (Cheat Codes Remix) – 3:02

## Classifiche
| Classifica (2018)                | Posizione massima |
| -------------------------------- | ----------------- |
| Austria                          | 53                |
| Belgio (Fiandre)                 | 70                |
| Francia                          | 117               |
| Germania                         | 78                |
| Stati Uniti (alternative)        | 2                 |
| Stati Uniti (rock & alternative) | 8                 |
| Svizzera                         | 66                |